# Bierkowice (Opole)
Bierkowice (niem. Birkowitz) – dzielnica Opola, włączona do niego w 1975 roku, położona przy trasie w kierunku Wrocławia. W roku 2017 liczyła około 600 mieszkańców.

## Nazwa
Bierkowice były wcześniej wsią zanim w procesach urbanizacyjnych zostały wchłonięte przez miasto Opole w 1975 roku. W 1295 w księdze łacińskiej Liber fundationis episcopatus Vratislaviensis (pol. Księga uposażeń biskupstwa wrocławskiego) miejscowość wymieniona jest pod nazwą Bircovicz we fragmencie Bircovicz solvitur decima more polonico czyli  wieś lokowana na prawie polskim.
W alfabetycznym spisie miejscowości na terenie Śląska wydanym w 1830 roku we Wrocławiu przez Johanna Knie miejscowość występuje pod polską nazwą Birkowic  i nazwą niemiecką Birkowitz. Ze względu na polskie pochodzenie w 1936 roku nazistowskie władze III Rzeszy zmieniły nazwę na całkowicie niemiecką Birkental.
Południowo-zachodnią częścią Bierkowic, w pewnym oddaleniu od ulicy Wrocławskiej, jest tzw. Kolonia, ślad po dwunastu domostwach, ufundowanych na przełomie wieków XVIII i XIX przez ówczesnego właściciela majątku w Półwsi Johanna Gottlieba Leopolda. Na cześć fundatora przysiółek ten nosił nazwę Leopoldsberg.

## Zabytki
Do wojewódzkiego rejestru zabytków wpisane są:
- cmentarz, ul. Wrocławska, z poł. XIX w.
- kaplica, z XVIII w.
- Muzeum Wsi Opolskiej – park etnograficzny, ul. Wrocławska 174.

## Zaludnienie
Obecnie liczy ok. 600 mieszkańców. 
Bierkowice zostały jedną z pierwszych dzielnic Opola. Główną ulicą jest ul. Wrocławska; przez dzielnicę przebiega Obwodnica Opola (drogi krajowe nr 45 i nr 94); przepływa tędy Prószkowski Potok. Historyczna granica Bierkowic biegnie wzdłuż cieku wodnego (jego zachodniej odnogi o nazwie Ryjec) między ulicami: Wspólną i Żerkowicką aż granicy miasta na północy. Od zachodu,  Bierkowice graniczą kolejną dzielnicą Opola,  Wrzoskami, od północy, ze Sławicami
W Bierkowicach działają: Muzeum Wsi Opolskiej, klub jeździecki, stadnina koni i hipodrom, remiza OSP i karczma. Dojazd autobusami linii nr 9.